# Neustift am Walde (Straße)
Neustift am Walde ist eine Straße im gleichnamigen Bezirksteil des 19. Wiener Gemeindebezirks Döbling.

## Geschichte
Über Neustift am Walde führte bis Anfang des 20. Jahrhunderts die Verbindung von Wien über Pötzleinsdorf in den Ort Neustift am Walde und nach Salmannsdorf, ehe durch Anlegung der Rathstraße nach Einhausung des Krottenbachs die direkte Verbindung zur Krottenbachstraße hergestellt wurde. Das kommt auch im alten Namen Wienerstraße zum Ausdruck, der nach Eingemeindung von Neustift und Salmannsdorf nach Wien (zunächst zum 18. Bezirk Währing) auf die heutige Bezeichnung Neustift am Walde geändert wurde.
Im Oktober 1908 wurde eine O-Buslinie von Pötzleinsdorf nach Salmannsdorf in Betrieb genommen, welche Neustift am Walde auf ganzer Länge befuhr (Gleislose Bahn Pötzleinsdorf–Salmannsdorf). Nach Umstellung auf Rechtsverkehr wurde sie Ende Oktober 1938 durch eine Autobuslinie ersetzt, die jedoch schon ein Jahr später mit Beginn des Zweiten Weltkriegs eingestellt wurde. Seither verkehrt durch den Straßenzug bis zur Einmündung der Rathstraße kein öffentliches Verkehrsmittel. Ab der Rathstraße fährt hingegen ab 1928 ein öffentlicher Autobus nach Salmannsdorf (mit einer Unterbrechung von 1945 bis 1946, von Mai 1946 bis Dezember 1958 als herkömmlicher O-Bus; seit April 1972 führt die Linie das Signal 35A).
Ebenfalls 1938 wurden die Bezirksteile Neustift am Walde und Salmannsdorf dem 19. Wiener Gemeindebezirk Döbling zugeschlagen, womit auch diese Verkehrsfläche zur Gänze in diesem Bezirk verläuft.

## Beschreibung

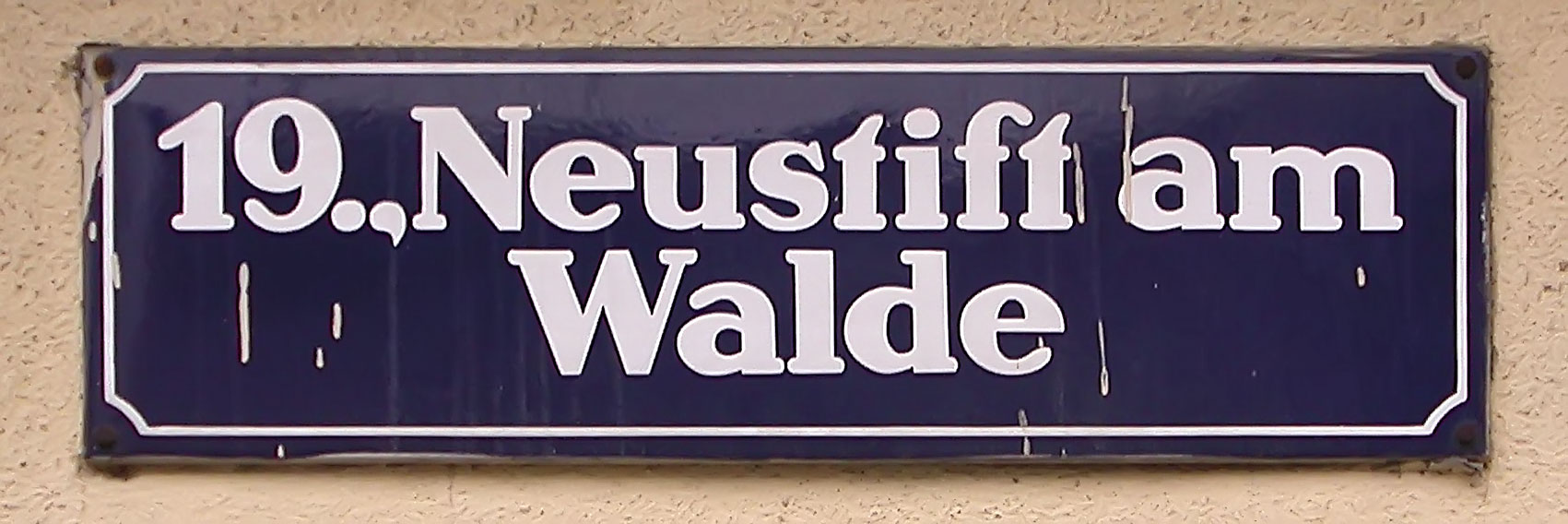
Straßenschild

Der Straßenzug Neustift am Walde beginnt (der Nummerierung folgend) in Verlängerung der Khevenhüllerstraße, die von Pötzleinsdorf auf den östlichen Ausläufer des Michaelerbergs führt, an der Kreuzung mit der Pötzleinsdorfer Höhe. Nach knapp 50 Metern in nördlicher Richtung schwenkt die Straße an der Kreuzung mit der von rechts herauf kommenden Strehlgasse nach Nordwesten und verläuft von dort in Hanglage stetig bergab ins Ortszentrum von Neustift am Walde. Auf dem ersten Drittel des Weges wird sie auf der linken Seite von der höher gelegenen Ottingerwiese begleitet; auf der rechten Seite befinden sich Gartengrundstücke mit überwiegend villenartiger Verbauung, teilweise aber auch einzelne ländliche Gebäude aus der ersten Hälfte des 19. Jahrhunderts sowie kleinteilig gehaltene Mehrfamilienhäuser aus der zweiten Hälfte des 20. Jahrhunderts. In gleicher Weise schließt auf der linken Seite an die Ottingerwiese Verbauung mit Einfamilienhäusern an, die aufgrund der Hanglage deutlich höher als die Straße liegt und von dieser auch zurückgesetzt ist. Erst ab Erreichen des alten Ortskerns (etwa bei Orientierungsnummer 50) tritt auch auf der linken Seite die Verbauung bis an die Straße heran; hier handelt es sich vermehrt um Bausubstanz aus der ersten Hälfte des 19. Jahrhunderts und älter, freilich auch (vor allem links) durchsetzt durch moderne Bauten. 

Beginn von Neustift am Walde (Panoramabild)
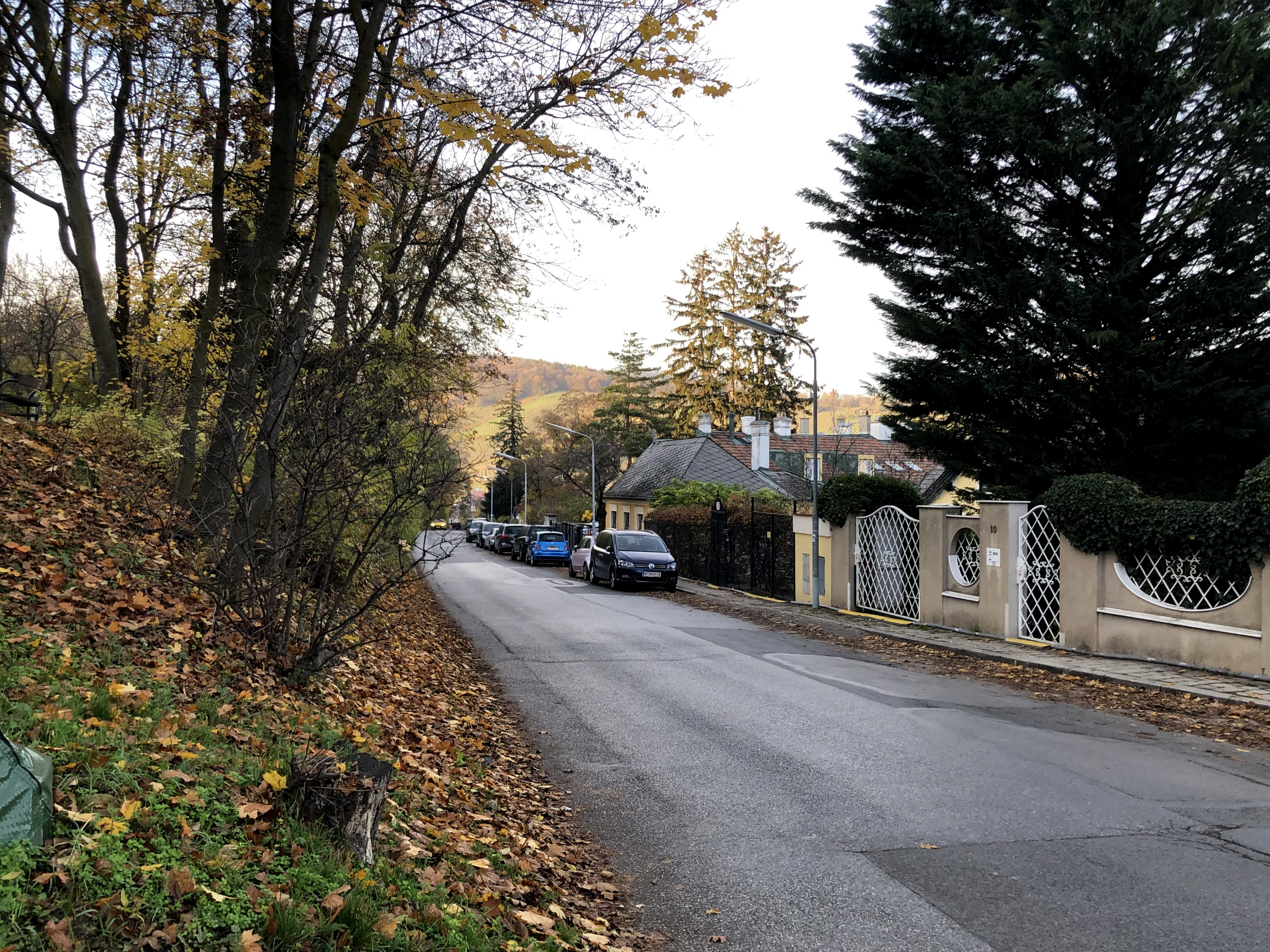
Bei Nr. 10, Blickrichtung Nordwesten (Ortszentrum)
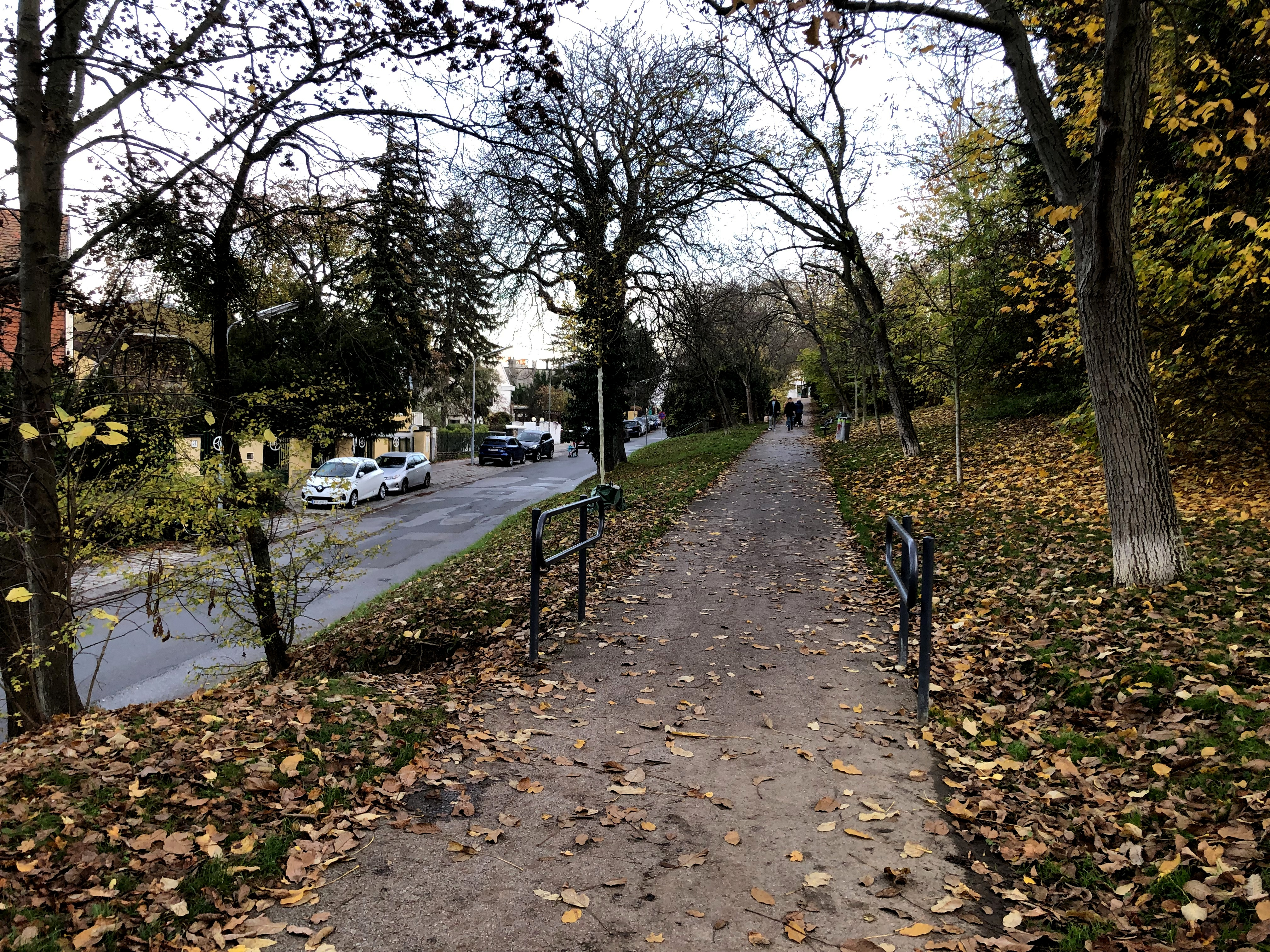
Hangseitiger Gehweg entlang der Ottingerwiese
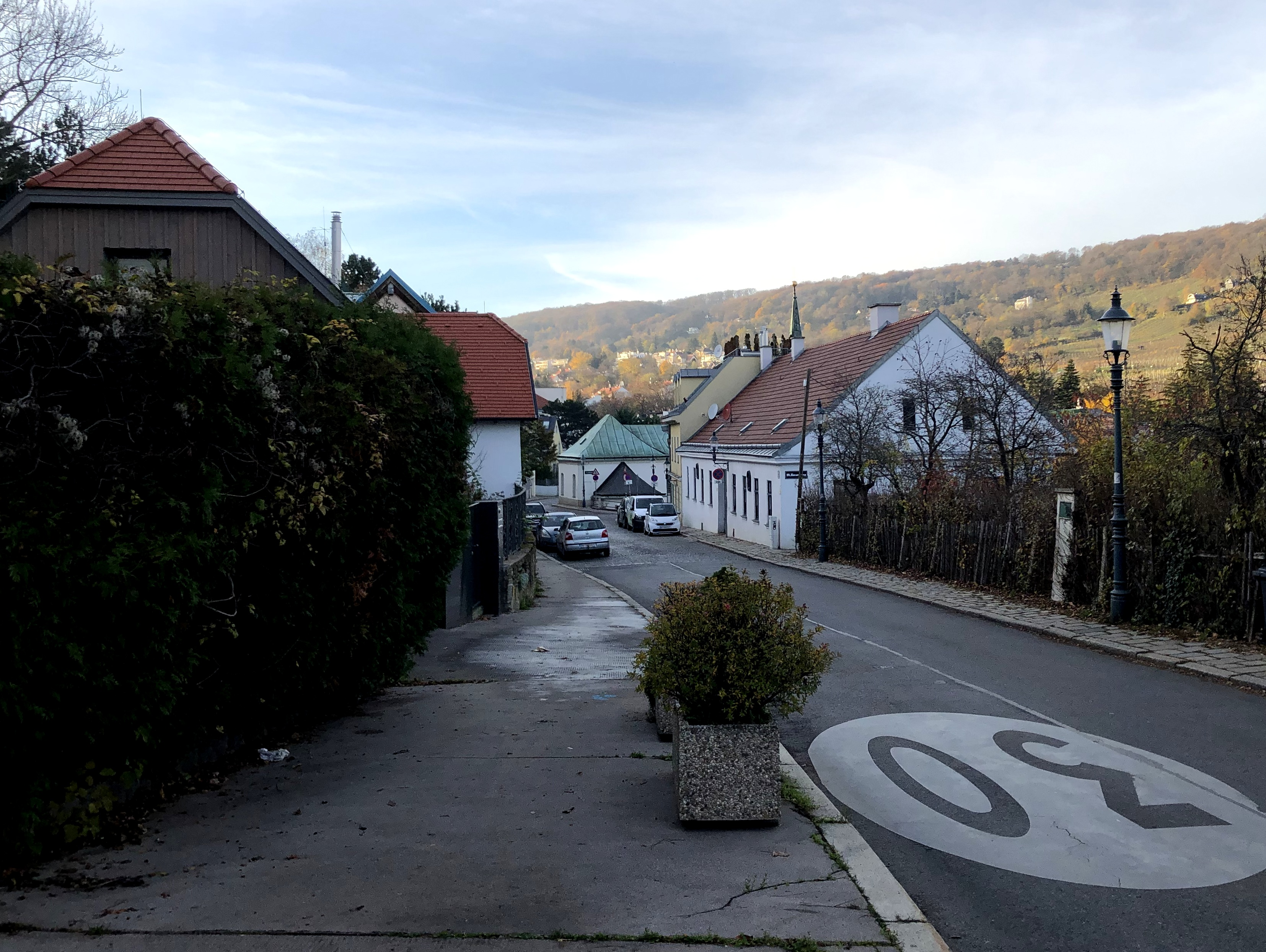
Am Beginn des historischen Ortszentrums
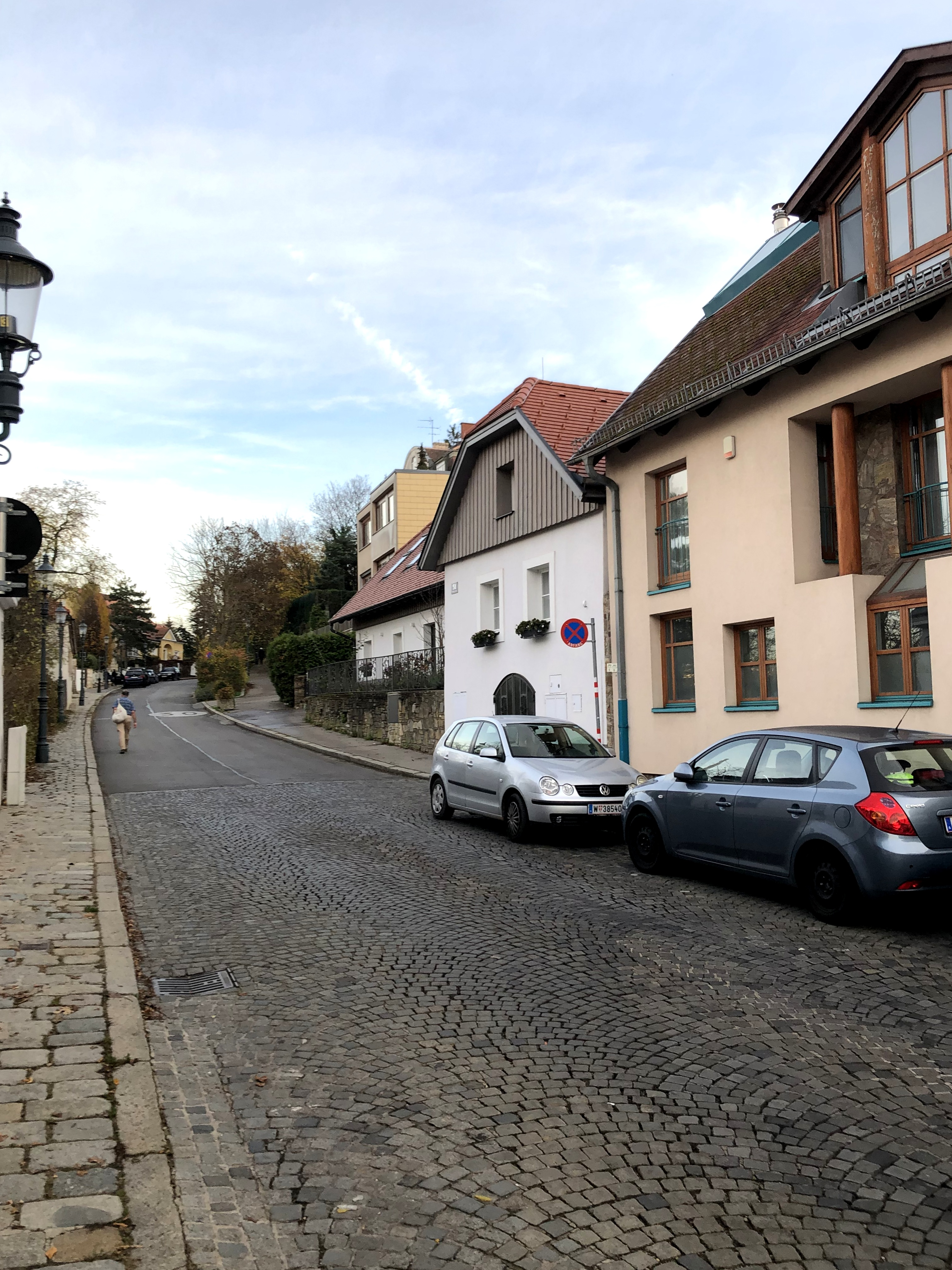
Alte und neue Gebäude am linken Straßenrand
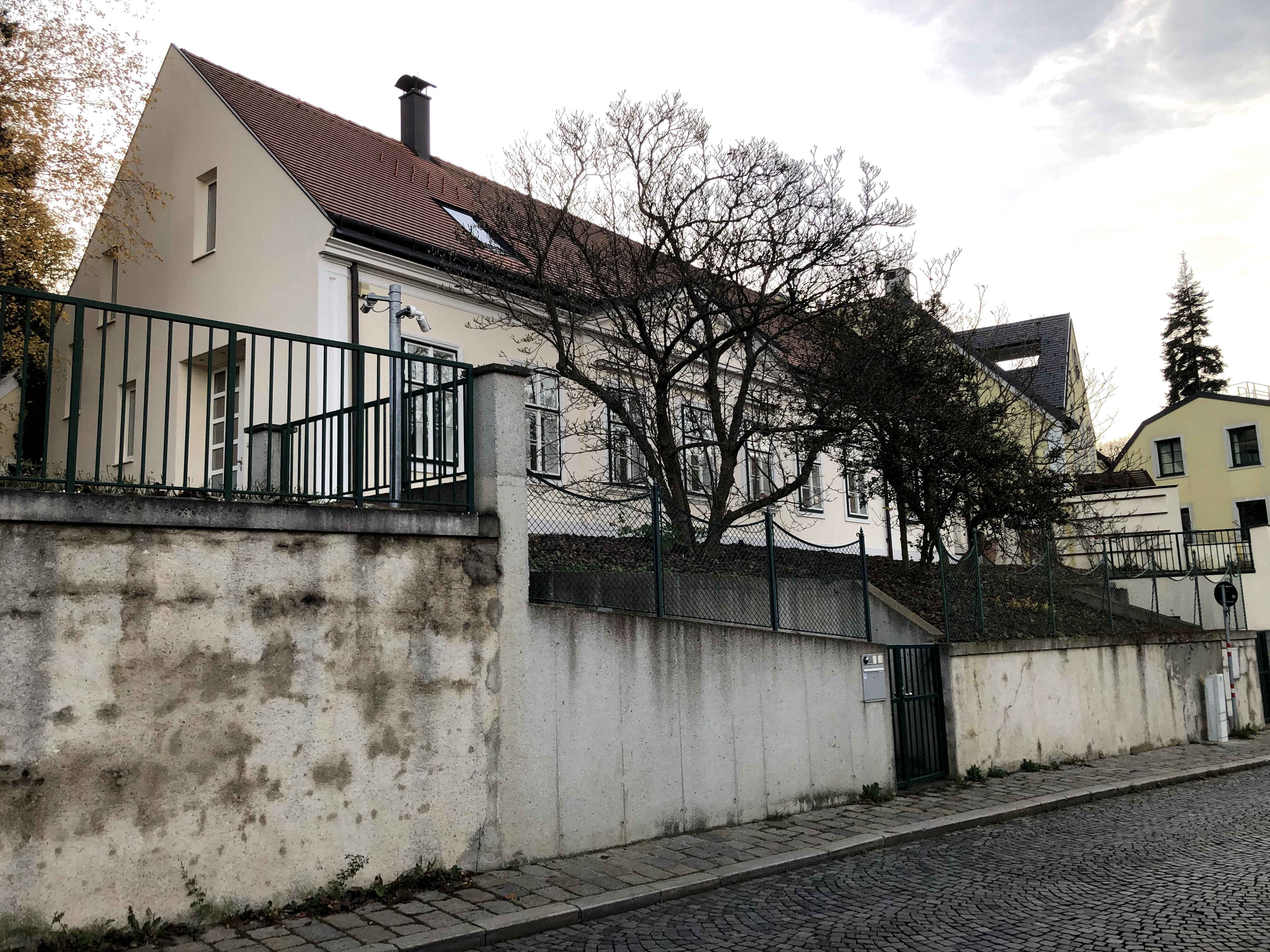
Nr. 61

Nach Abzweigung der Eyblergasse nach rechts befindet sich auf der rechten Seite die Neustifter Pfarrkirche. Die Straße verläuft schmal daran vorbei bergab, bis sie am tiefsten Punkt die von rechts in spitzem Winkel heran kommende Rathstraße aufnimmt. Hier wendet sie sich leicht nach links und verläuft, nun dem Tal des Krottenbachs flussaufwärts folgend, in westnordwestlicher Richtung bergauf Richtung Salmannsdorf. Hier ist sie vor allem an der rechten Seite von ländlichen, ein- bis zweigeschoßigen Gebäuden gesäumt, die teilweise Weinbaubetriebe und Heurigenlokale beherbergen. An der linken Seite ist diese Bebauung öfter durch moderne Bauten unterbrochen, so z. B. durch einen in den Jahren 1930–31 auf Orientierungsnummer 69–71 errichteten Gemeindebau. Mit Erreichen der Orientierungsnummern 107 (links) bzw. 98 (rechts) erreicht der Straßenzug die Katastralgemeinde Salmannsdorf und geht dort ohne erkennbare Grenze (wie etwa eine Kreuzung) in die Hameaustraße über.

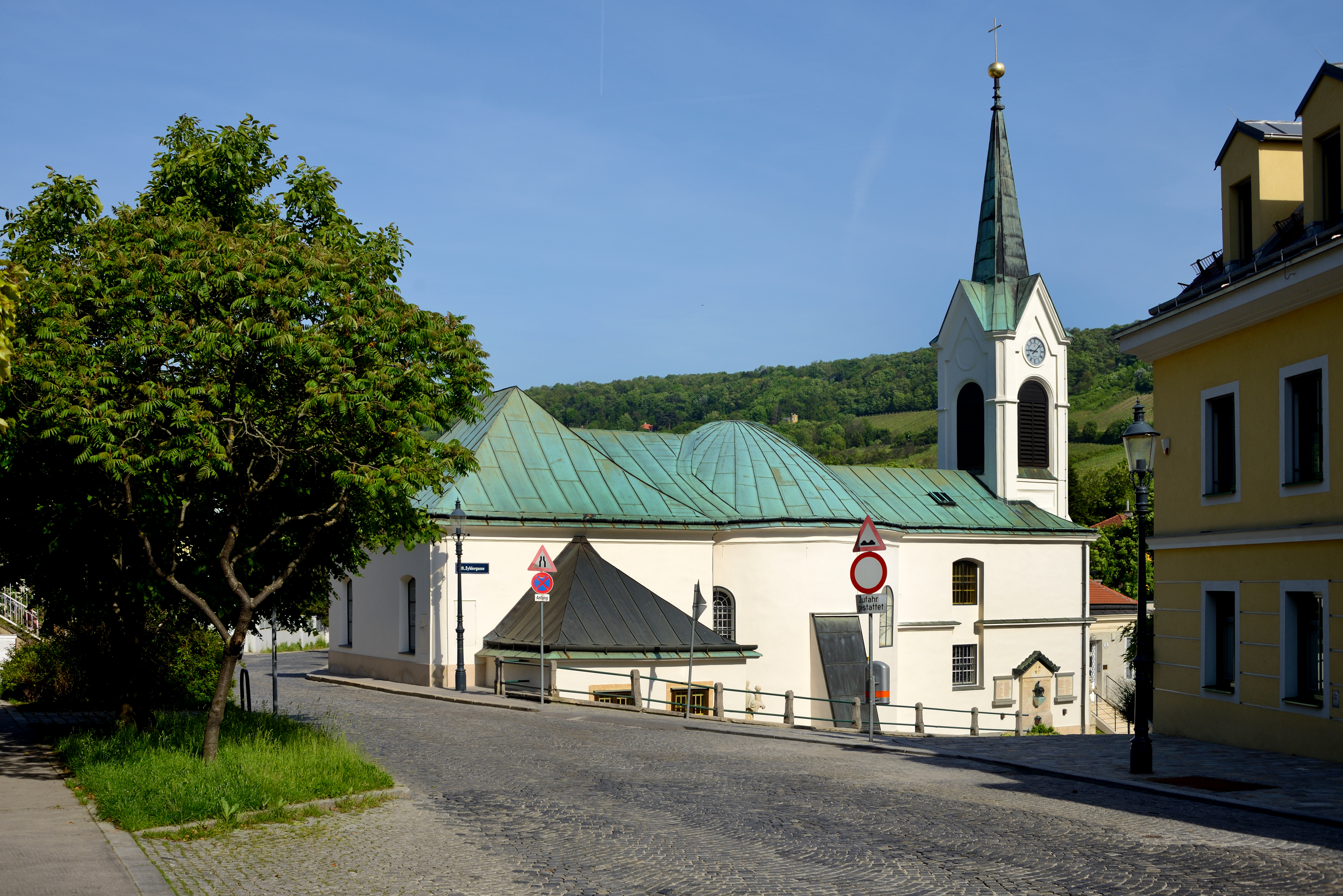
Pfarrkirche St. Rochus
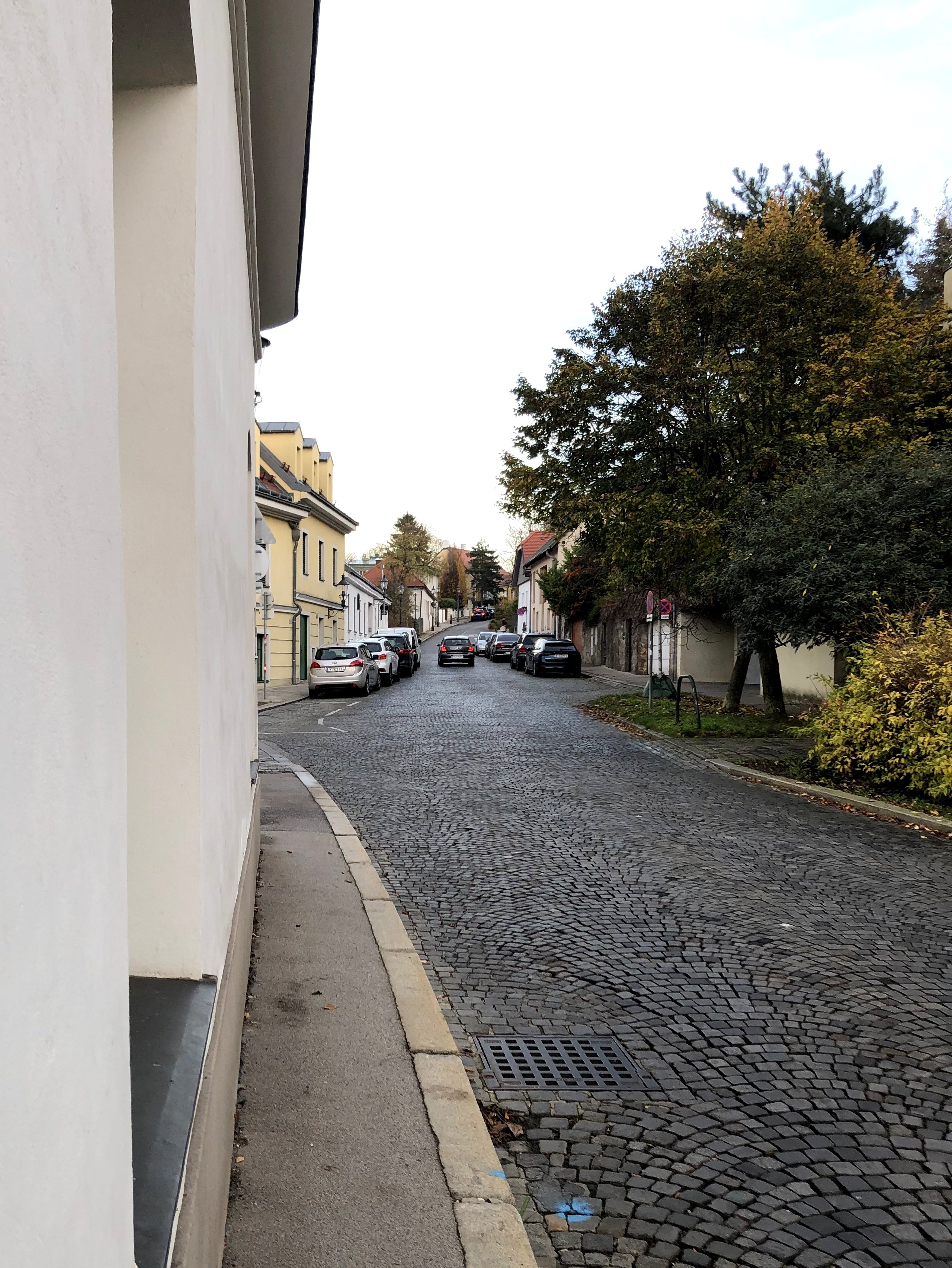
Im Bereich der Pfarrkirche
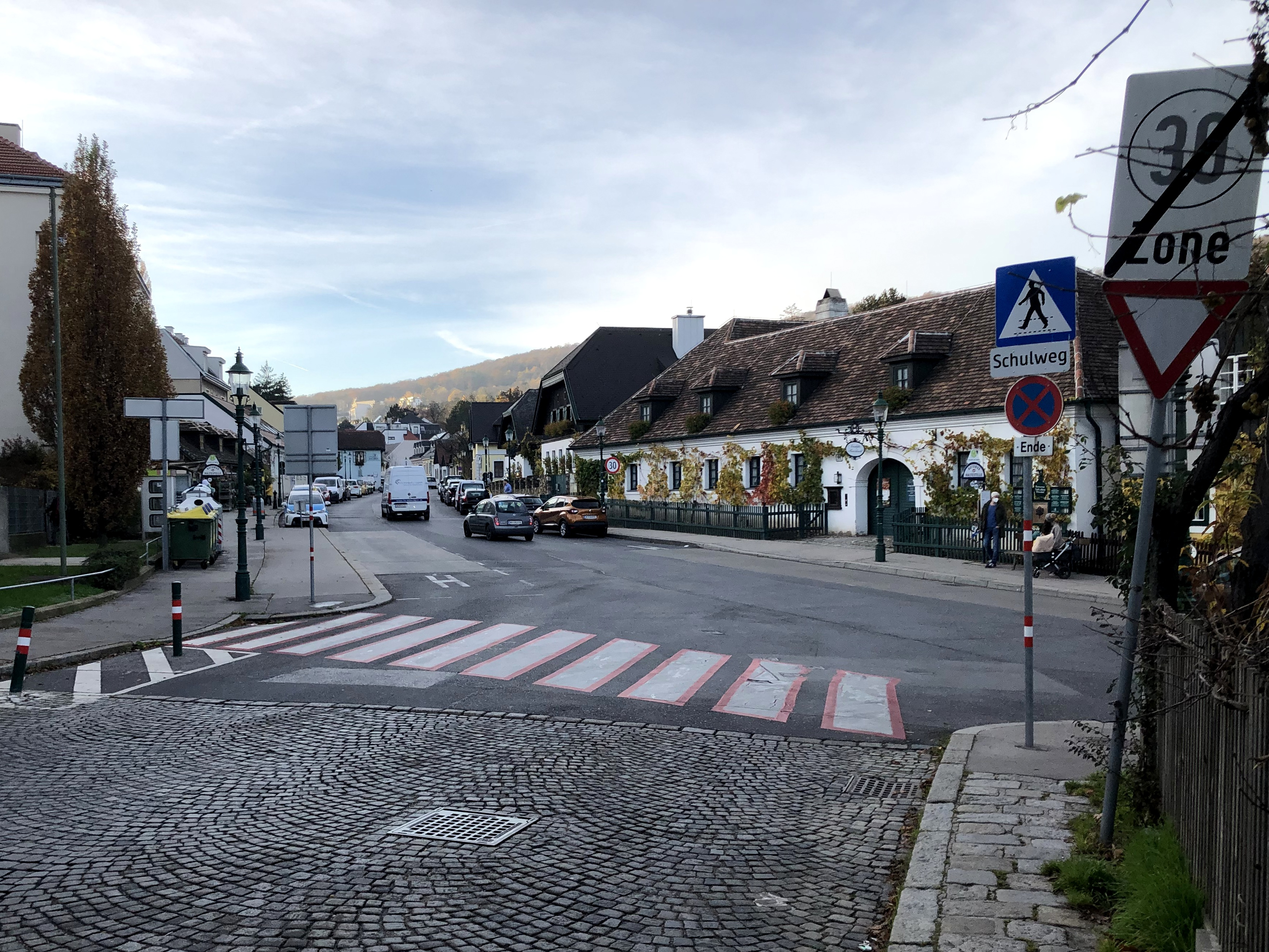
Kreuzung mit der Rathstraße (von rechts), Blickrichtung Salmannsdorf
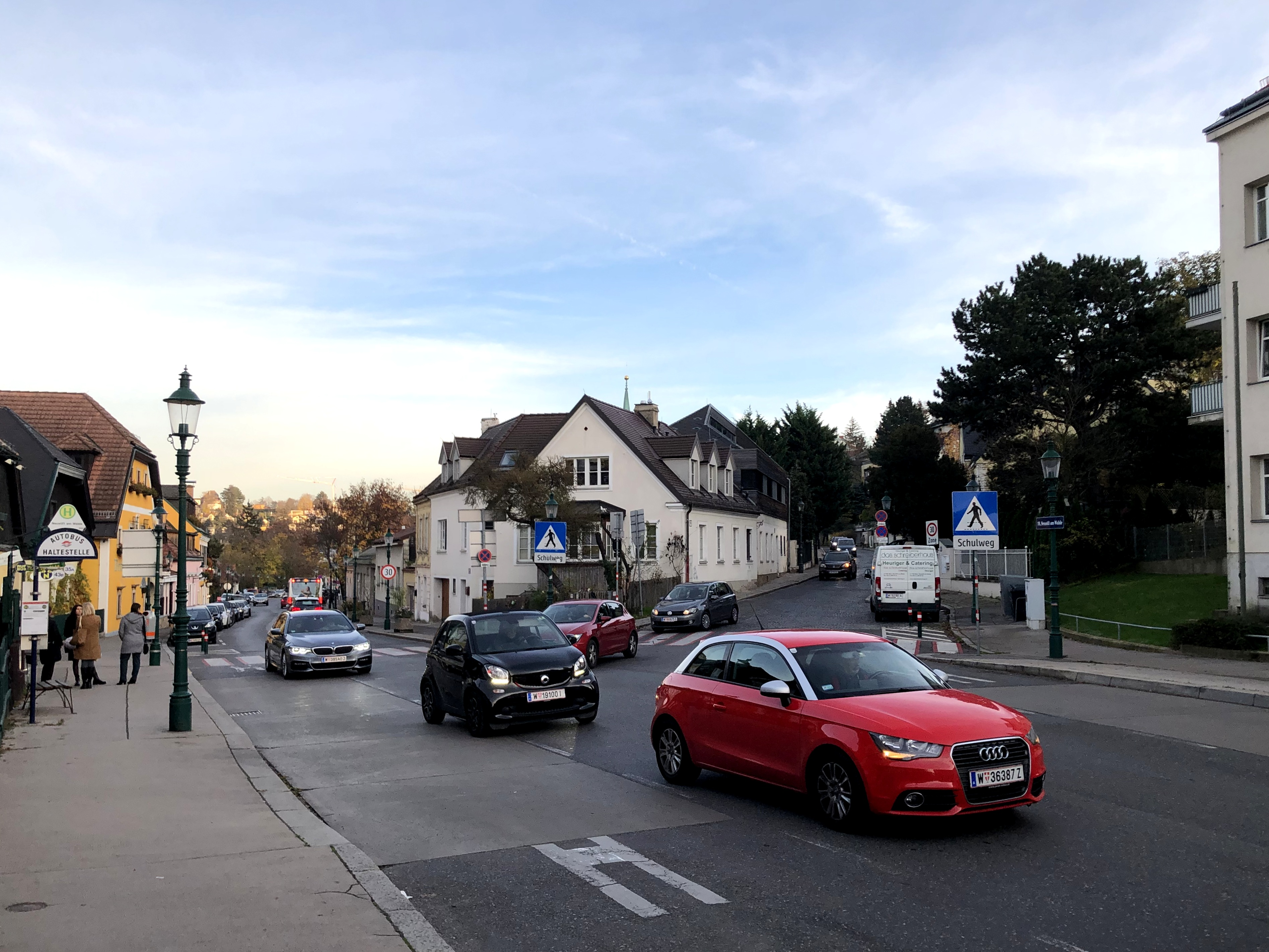
Kreuzung mit der Rathstraße; Neustift am Walde führt schräg nach rechts
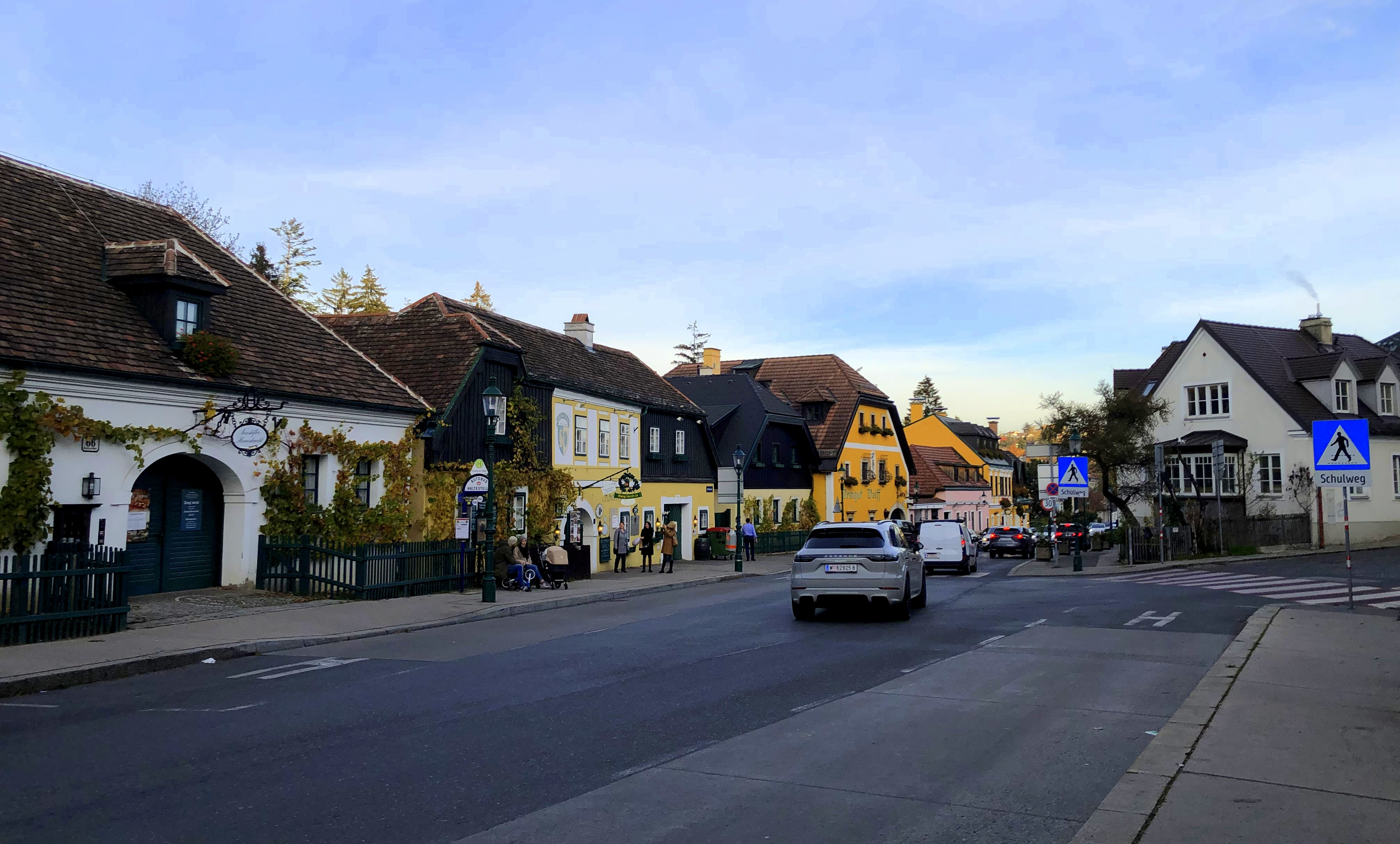
Weinbau- und Heurigenbetriebe in Neustift am Walde und Rathstraße
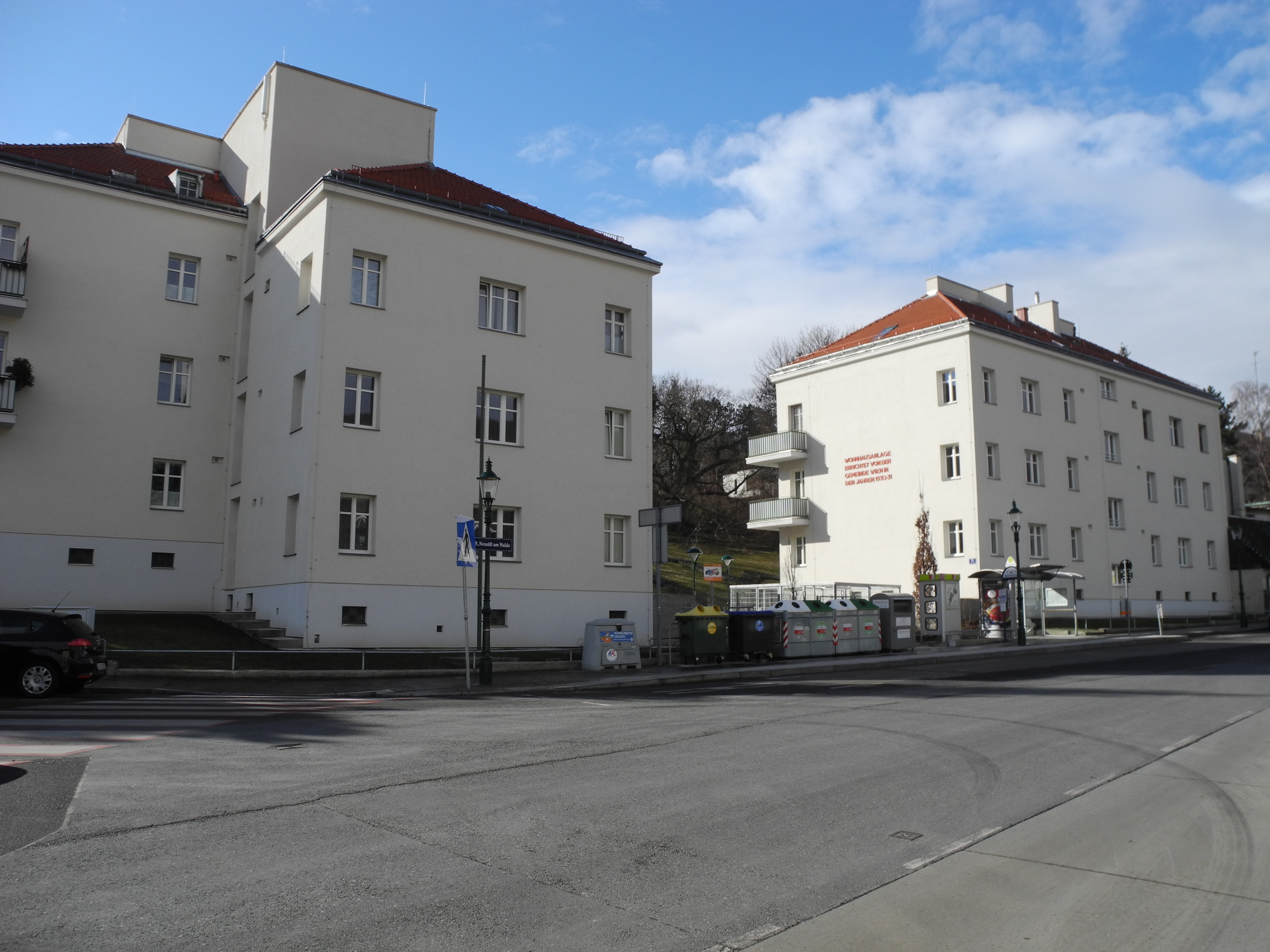
Gemeindebau auf Nr. 69–71
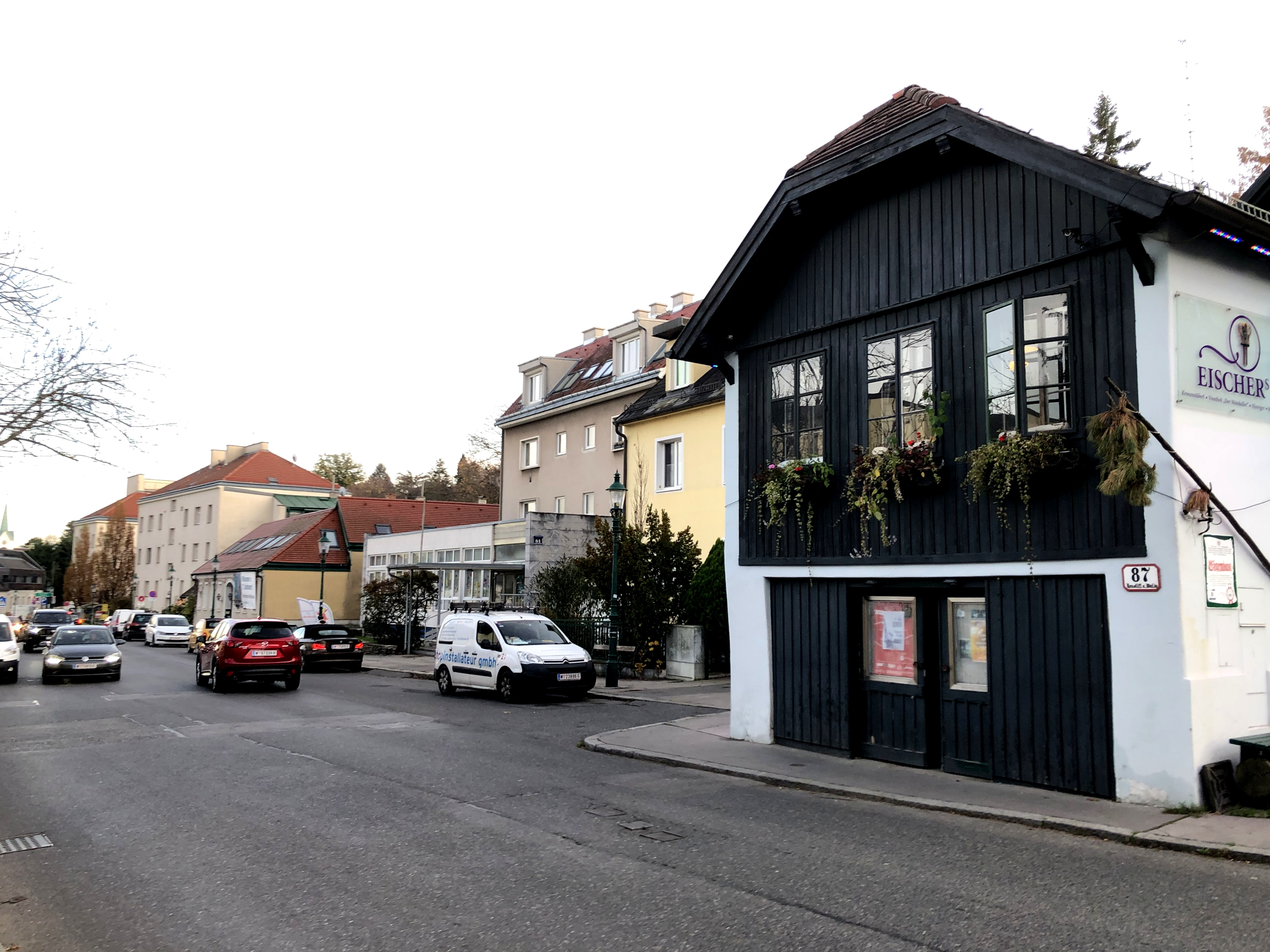
Bei Nr. 87
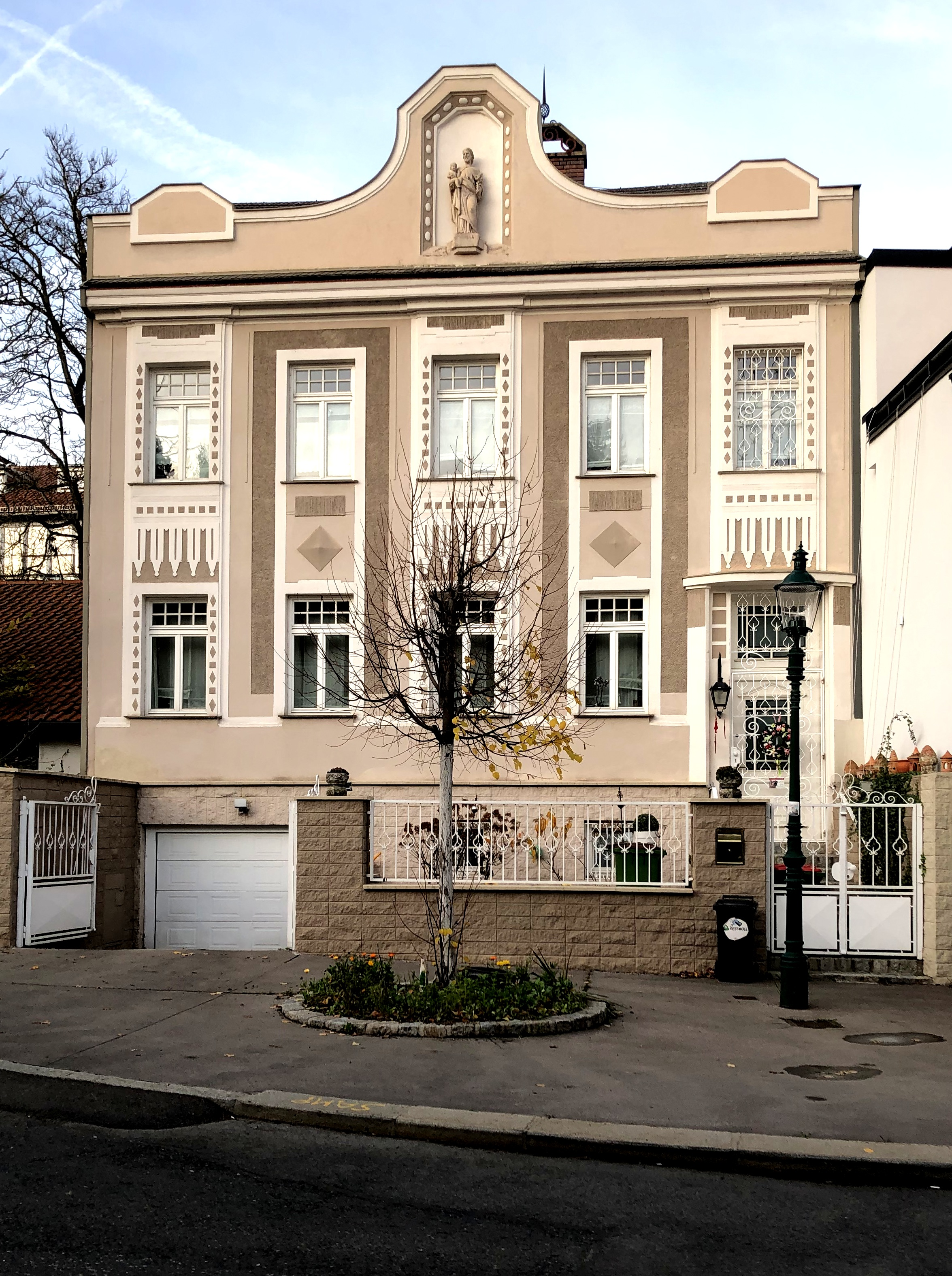
Nr. 90
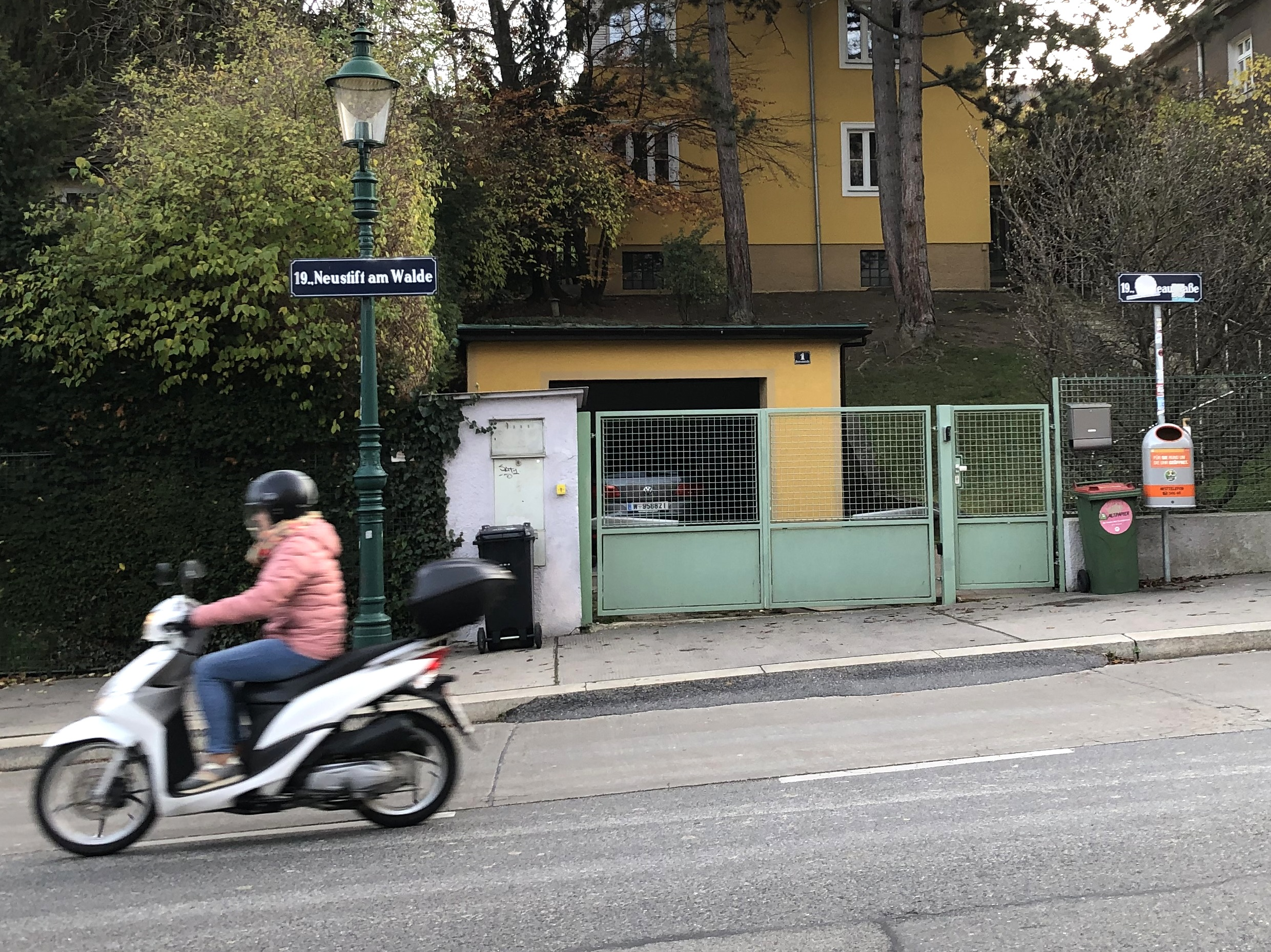
Ende von Neustift am Walde, Beginn der Hameaustraße

Der Ast von Neustift am Walde zwischen dem Beginn und der Einmündung der Rathstraße bildet eine lokale Verbindung von Währing ins Krottenbachtal. Hingegen gehört der Abschnitt von der Rathstraße bis zur Hameaustraße zu einer höherrangigen Verbindung, die vom Stadtzentrum über die Krottenbachstraße, Neustift am Walde und Salmannsdorf zur Wiener Höhenstraße führt. Dieser Abschnitt ist als Hauptstraße A klassifiziert. Nichtsdestoweniger besteht für den ganzen Straßenzug Neustift am Walde eine Geschwindigkeitsbeschränkung auf 30 km/h.
Von der Rathstraße bis zur Hameaustraße verkehren die öffentlichen Autobuslinien 35A (von der U-Bahnstation Spittelau nach Salmannsdorf) und 43B (von der Haltestelle Neustift, Agnesgasse über die Höhenstraße und Amundsenstraße zum Bahnhof Hütteldorf). Im übrigen Teil gibt es kein öffentliches Verkehrsmittel.